# بطولة تونس للكرة الطائرة للرجال 1983-1984
بطولة تونس للكرة الطائرة للرجال 1983-1984 هو الموسم رقم 29 من بطولة تونس للكرة الطائرة للرجال.

فاز بهذا الموسم النادي الرياضي الصفاقسي.

## روابط خارجية
- الموقع الرسمي للجامعة التونسية للكرة الطائرة.